# Hatyszcze
Hatyszcze (ukr. Гатище) – wieś na Ukrainie, w obwodzie charkowskim, w rejonie czuhujewskim, w hromadzie Wołczańsk. W 2001 liczyła 509 mieszkańców.